# ستيفن دالتون (مصور)
ستيفن دالتون (بالإنجليزية: Stephen Dalton)‏ هو مصور بريطاني، ولد في 1937 في سري في المملكة المتحدة.

## وصلات خارجية
- ستيفن دالتون على موقع IMDb (الإنجليزية)